# 塞邁雷迪定理
在算術組合學中，塞邁雷迪定理（英語：Szemerédi's theorem）是個關於自然數集子集中的等差数列的結論。1936年，艾狄胥·帕爾和圖蘭·帕爾猜想：若整數集 A 具有正的自然密度，則對任意的正整數 k, 都可以在 A 中找出一個 k 項的等差數列。匈牙利數學家塞迈雷迪·安德烈於1975年證明了此結論。

## 定理敍述
若自然数集的子集 A 滿足
{\displaystyle \limsup _{n\to \infty }{\frac {|A\cap \{1,2,3,\dotsc ,n\}|}{n}}>0,}
則稱 A 具有正的上密度。塞邁雷迪定理斷言，若自然數集的一個子集具有正的上密度，則對任意的正整數 k, 該子集都包含無窮多個長為 k 的（公差不為 0) 的等差數列。
定理另有一個等價的有限性敍述（即不牽涉「無窮」的）：對任意的正整數 k 和實數 {\displaystyle \delta \in (0,1],}都存在正整數
{\displaystyle N=N(k,\delta )}
使得 {1, 2, ..., N} 的每個至少 δN 元的子集，都包含長為 k 的等差數列。
定義 rk(N) 為 {1, 2, ..., N} 的子集當中，不包含長為 k 的等差數列的最大子集的大小。塞邁雷迪定理給出漸近上界
{\displaystyle r_{k}(N)=o(N).}
換言之，rk(N) 隨 N 的增長慢於線性。

## 歷史
范德瓦尔登定理是塞邁雷迪定理的先驅，其於 1927 年獲證。
塞邁雷迪定理中， k = 1 和 k = 2 的情況顯然成立。 k = 3 的結論關乎薩萊姆-斯賓塞集（不包含 3 項等差數列的整數子集）的大小。1953 年，克勞斯·羅特 利用類似哈代-李特爾伍德圓法的方法，證明了 k = 3 的結論。1969 年，塞迈雷迪·安德烈利用組合學方法證明了 k = 4 的情況。在 1972 年，羅特利用類似自己證明 k = 3 的情況的方法，給出了 k = 4 的情況的另證。
塞邁雷迪於 1975 年給出了適用於所有 k 的證明。 他巧妙地擴展了自己先前對 k = 4 的情況的組合論證，艾狄胥稱該證明為「組合學推理的傑作」("a masterpiece of combinatorial reasoning"). 定理亦有若干其他證明，較重要的有：1977 年希勒尔·菲尔斯滕贝格利用遍历理论給出的證明，以及 2001 年高爾斯結合傅里叶分析和组合数学給出的證明。陶哲轩稱塞邁雷迪定理的眾多證明為「羅塞塔石碑」，因為它們連結了幾個乍看之下迥異的數學分支。

## rk(N) 的具體大小
rk(N) 的確切增長速度仍然未知。目前所知的上下界為
{\displaystyle CN\exp \left(-n2^{(n-1)/2}{\sqrt[{n}]{\log N}}+{\frac {1}{2n}}\log \log N\right)\leq r_{k}(N)\leq {\frac {N}{(\log \log N)^{2^{-2^{k+9}}}}},}
其中 {\displaystyle n=\lceil \log k\rceil .}歐布萊恩（Kevin O'Bryant) 證出了上述的下界 ，其證明建基於貝哈連德（Felix Behrend)、羅伯特·藍欽，以及埃爾金（Michael Elkin) 先前的成果。上界由高爾斯證出。
對於較小的 k, 可以找到比起一般情況更緊的上下界。當 k = 3 時，布爾甘、希斯-布朗、塞邁雷迪，以及湯姆·桑德斯依次給出了愈來愈好的下界。目前所知的上下界為
{\displaystyle N2^{-{\sqrt {8\log N}}}\leq r_{3}(N)\leq C{\frac {(\log \log N)^{4}}{\log N}}N.}
兩邊的界限分別由歐布萊恩 和布魯姆（Thomas Bloom)  給出。
當 k = 4 時，本·格林和陶哲軒 證明了存在 c > 0 使得
{\displaystyle r_{4}(N)\leq C{\frac {N}{(\log N)^{c}}}.}

## 推廣
希勒尔·菲尔斯滕贝格和伊扎克·卡茨內勒松利用遍歷理論整明了塞邁雷迪定理的高維推廣。 高爾斯、沃伊傑赫·勒德爾和約澤夫·斯科肯 (Jozef Skokan)  ，以及布蘭登·納格 (Brendan Nagle)、 勒德爾和馬蒂亞斯·沙赫特 ，和陶哲軒給出了各自的組合學證明。
亞歷山大·萊布門 (Alexander Leibman)  和維塔利·別爾格爾松 給出定理對多項式列的推廣：若 {\displaystyle A\subset \mathbb {N} }的上密度為正，且 {\displaystyle p_{1}(n),p_{2}(n),\dotsc ,p_{k}(n)}為滿足 {\displaystyle p_{i}(0)=0}的整值多項式，則存在無窮多組 {\displaystyle u,n\in \mathbb {Z} }使得對{\displaystyle 1\leq i\leq k}都有 {\displaystyle u+p_{i}(n)\in A.} 萊布門和別爾格爾松的結果同樣適用於高維的情況。
塞邁雷迪定理的有限性版本可推廣至有限的加法群上，例如有限域上的向量空间。 定理在有限域上的類比，是有助理解原定理（在正整數集上）的模型。 所謂封頂集問題，就是要找出向量空間 {\displaystyle \mathbb {F} _{3}^{n}}所包含的無 3 項等差數列的最大子集的大小，即塞邁雷迪定理當 k = 3 時的界限。
格林-陶定理斷言，存在任意長的質數等差數列。此結論不能由塞邁雷迪定理推出，因為質數集的密度為 0. 本·格林和陶哲軒在其證明中引入了「相對性」（英語：relative) 的塞邁雷迪定理，該定理適用於任意具特定偽隨機性的整數子集（允許密度為 0)。大衛·康倫，雅各布·福克斯和趙宇飛 (Yufei Zhao)其後亦給出了適用於更一般情況的相對性塞邁雷迪定理。
埃尔德什等差数列猜想（斷言倒數和發散的集合，必有任意長的等差數列）可以推出塞邁雷迪定理和格林-陶定理。

## 延申閱讀
- Tao, Terence. Granville, Andrew; Nathanson, Melvyn B.; Solymosi, József , 编. . CRM Proceedings & Lecture Notes 43. Providence, RI: American Mathematical Society: 145–193. 2007. Bibcode:2006math......4456T. ISBN 978-0-8218-4351-2. MR 2359471. Zbl 1159.11005. arXiv:math/0604456 . |chapter=被忽略 (帮助)

## 外部鏈結
- Announcement by Ben Green and Terence Tao （页面存档备份，存于） – the preprint is available at math.NT/0404188
- Discussion of Szemerédi's theorem (part 1 of 5) （页面存档备份，存于）
- Ben Green and Terence Tao: Szemerédi's theorem （页面存档备份，存于） on Scholarpedia
- 埃里克·韦斯坦因. . MathWorld.
- Grime, James; Hodge, David. . Numberphile. 布雷迪·哈蘭. 2012  [2019-06-17]. （原始内容存档于2014-01-09）.